# Никол Кидман
Никол Мери Кидман (енгл. Nicole Mary Kidman; Хонолулу, 20. јун 1967) аустралијска и америчка је глумица и продуценткиња. Константно се сврстава међу најплаћеније глумице на свету од касних 1990-их. Добитница је бројних награда, међу којима су и Оскар, БАФТА, Волпијев пехар, Еми за програм у ударном термину и Златни глобус.
Каријеру је започела у Аустралији, гдје је глумила у више серија и филмова, прије него што је постала међународно позната због филма Дани грома (1990). У њеној дугогодишњој каријери забележени су велики светски блокбастери попут филмова Аустралија (2008), Хладна планина (2003), Мулен руж! (2001), и филма Сати (2002) за који је добила Оскара за најбољу главну женску улогу. Заштитно је лице „Нинтендо-а", те је била заштитно лице парфема Шанел број 5, а 2003. године добила је своју звезду на Булевару славних.
Поред своје глумачке каријере, Кидманова је позната и по своме хуманитарном раду. Од 1994. године је Амбасадор Добре Воље за Уницеф, а од 2006. такође и за УНИФЕМ. 2007. године је добила највише цивилно признање од аустралијанске владе, за допринос сценским умјетностима и хуманитарном раду за здравље жена.

## Каријера
Никол Кидман први пут ступа на сцену 1983, када је имала само 15 година. Реч је о споту за песму Bop Girl. Крајем исте године добија малу улогу у тв серији Five Mile Creek, као и улоге у филмовима BMX Bandits и Bush Christmas. До 1989. уследило је још мање значајних улога (серије A Country Practice, Vietnam, Emerald City, Bangkok Hilton...).
Прву значајну улогу, Никол је добила 1989. године. У филму Dead Calm тумачи лик Rae Ingram, поред Сема Нила и Билија Зејна. Глумица је добила своје прве критике, које су биле позитивне. Следеће године са Томом Крузом игра у филму Days of Thunder, затим у филму Billy Bathgate за који добија своју прву номинацију за Златни Глобус; 1992. у Рон Хауардовом Far and Away а 1995. у блокбастеру Batman Forever.
Међународна признања стижу тек после филма То Die For, снимљеног 1995. године. За своју интерпретацију добила је неколико значајних филмских награда, међу којима и Златни Глобус.
Касних деведесетих снима филмове са неким од најзвучнијих холивудских имена: The Peacemaker са Џорџом Клунијем, Practical Magic са Сандром Булок и последњи филм Стенлија Кјубрика Eyes Wide Shut са Томом Крузом.
Филм Moulin Rouge! joj 2002. године доноси неколико нових награда, укључујући и други Златни Глобус, као и прву номинацију за Оскара.
Исте године снима врло успешан хорор The Others, за који четврти пут бива номинована за Златни Глобус.
Историјска драма Сати, (у коме глуми са Мерил Стрип), снимљена 2002, је њен најбољи филм у дотадашњој каријери, пошто за њега добија нека од највећих признања која се додељују филмским звездама. За своју интерпретацију Вирџиније Вулф добила је прву номинацију за Награду удружења глумаца, прву номинацију за Награду филмске критике, Сребрног медведа, трећи Златни Глобус
и свој први Оскар за најбољу главну глумицу. Тиме је постала прва особа из Аустралије, која је добила ову престижну награду америчке филмске академије.
До краја 2005. године снимила је још неколико потпуно различитих филмова: Dogiville; Трагови на души са Ентонијем Хопкинсом; Хладна планина, са Џадом Лоуом за који је добила још једну номинацију за Златни Глобус; Рођење за који поново добија номинацију за Златни Глобус, као и номинацију за награду Златни Лав на филмском фестивалу у Венецији. Њени филмови из 2005. The Interpreter и Bewitched нису привукли толику пажњу, колику је те године имала њена реклама за парфем Chanel No. 5 чије је Никол заштитно лице. Те године је оборила рекорд као најплаћенија глумица за рекламу по минуту, јер је за та три минута (колико траје реклама за парфем) добила чак 12 милиона долара. Исте године на Форбсовој листи 100 најмоћнијих јавних личности заузела је 45. место. У периоду од 2004. до 2005. године, се на листи 100 најплаћенијих глумица истог магазина, нашла на другом месту (иза Џулије Робертс), са 17 милиона долара по филму. Следећих година је снимала још филмова (нажалост, мање успешних), позајмљивала је глас за неке цртане филмове, постала заштитно лице Нинтендо-а.
Огромну медијску пажњу 2008. године привлачи њен филм Аустралија. У овој историјској саги, она тумачи лик госпође Саре Ешли, која са Дровером (Хју Џекмен), упркос рату, покушава да се избори за њихову љубав. То је други најскупљи аустралијски филм свих времена, који је за међународне пројекције покупио око 211 милиона долара.
У 2009-ој години се појављује мјузикл Девет, у коме поред Никол глуме и Џуди Денч, Пенелопе Круз, Марион Котијар и Софија Лорен. Филм је добио неколико номинација за Оскара. У зиму 2010. године излази филм Зечја рупа у коме поред Никол глуми и Арон Екхарт.
Филмови који следе а у којима ће глумити Никол су The Danish Girl, адаптација истоименог романа, затим филм Little Bee, који је предвиђен за 2011. годину, а појављује се и у романтичној драми Just Go On With It, поред Џенифер Енистон и Адама Сендлера.

## Певање
Иако пре тога није никада имала певачких искустава, Никол је добила велики број похвала за свој музичко-сценски наступ у мјузиклу Moulin Rouge!. Касније је са Иваном Макгрегором направила познати британски сингл Come What May, a са Робијем Вилијамсом песму Somethin' Stupid. 2006. године позајмљује глас анимираном филму Happy Feet, а 2009. бриљира у мјузиклу Nine.

## Приватни живот
Никол се удавала два пута. Њена веза са глумцем Томом Крузом је започела на снимању филма Дани грома, 1990. године. Венчали су се на Бадње вече (по грегоријанском календару 24. децембра) 1990. у граду Telluride, Колорадо. Усвојили су двоје деце, кћерку Изабелу Џејн (рођену 1992) и сина Конора Ентонија (рођеног 1995). Раздвојили су се након своје 10. годишњице брака. Кидманова је била три месеца трудна и имала је спонтани побачај. Круз је поднео захтев за разводом у фебруару 2001. Разведени су 2001. а Круз је као разлог навео непомирљиве разлике. Разлози за прекид брака никада нису били доступни јавности. За часопис Marie Claire Кидманова је рекла да је имала ванматеричну трудноћу У јуну 2006. за магазин Ladies' Home Journal је изјавила да још воли Круза: „Он је био огроман; и још увек је. За мене, он је био само Том, али за све остале он је био огроман. Био ми је диван. И ја сам га волела. И још увек га волим.“ Поред тога, рекла је да је била шокирана у вези са разводом.
Роби Вилијамс је потврдио да су били у краткој романси на њеној јахти лета 2004. Након што је добила Оскара, појавиле су се гласине о вези између ње и Адријена Бродија. Године 2003. упознала је музичара Ленија Кравица и са њим била у вези до 2004.
Свог другог мужа, кантри певача Кита Урбана је упознала у јануару 2005. Венчали су се 25. јуна 2006. у Сиднеју.

## Занимљивости
- Никол је по вероисповести католичка хришћанка, али се повремено бавила сајентологијом (док је била у браку са Томом Крузом).
- 2006. године људи су били изненађени њеном јавном осудом Хамаса и Хезболаха, и подршком Израела, у Израелско-либанском сукобу.
- Подржала је Демократску странку и Џона Керија, на председничким изборима у САД, 2004.
- За време снимања филма Практична магија, Никол се упознала и спријатељила са Сандром Булок. Једном приликом јој је поклонила малу плишану играчку, коју Сандра и дан-данас чува јер јој је Никол, како каже, једна од најбољих пријатељица.
- Бави се хуманитарним радом. Од 1994. године је Уницефов Амбасадор добре воље. Новчано је помагала угрожену децу са свих меридијана. Учествовала је и у кампањи против рака дојке (њена мајка је 1984. године имала исто обољење), а од 2010. године активан је борац против насиља у породици и за заштиту права жена и деце.
- Била јој је додељена главна улога у филму Соба панике, али због повреде ноге, приморана је да улогу препусти Џоди Фостер.
- Очекивало се да она тумачи лик Хане Шмиц у драми Читач, али је због трудноће морала да одбије понуду. Кејт Винслет радо прихвата улогу и за њу добија Оскар.

## Награде и признања
За безброј хуманитарних акција којима се бавила проглашена је Грађанином света. Номинована је за три Оскара, за филмове Мулен Руж, Сати и Зечја рупа (Rabbit Hole) од којих је за Сате и добила награду. Има чак осам номинација за Златни Глобус и три освојене статуете. Најуспешнији филмови у њеној каријери су Сати, Мулен Руж, Аустралија, Хладна планина, Зечја рупа и Духови у нама.
За изузетан допринос култури и уметности Аустралије, велика филмска остварења, хуманитарни рад и борбу против рака дојке, залагање за људска права Никол Кидман је добила једну од најпрестижнијих светских награда. У згради Парламента, у Канбери, на свечаној церемонији 2007. године, Никол је добила Орден Аустралије, награду коју додељује краљица Елизабета II, а коју јој је уручио сам Гувернер Аустралије.

## Филмографија

### Филм
| Улоге на филму |                                |                 |                        |                 |
| Година         | Српски назив                   | Изворни назив   | Улога                  | Напомена        |
| 1983.          |                                |                 | Питра                  |                 |
| 1983.          |                                |                 | Шина Хендерсон         |                 |
| 1983.          |                                |                 | Џуди                   |                 |
| 1983.          |                                |                 | Хелен                  |                 |
| 1984.          |                                |                 | Бриџет Елиот           |                 |
| 1985.          |                                |                 | Џулија Матјуз          |                 |
| 1985.          | Арчер                          |                 | Катрин                 |                 |
| 1986.          |                                |                 | Џејд                   |                 |
| 1987.          |                                |                 | Џил                    |                 |
| 1987.          |                                |                 | Мери Макалистер        |                 |
| 1987.          |                                |                 | Керол Триг             |                 |
| 1987.          |                                |                 | Ејми Габријел          |                 |
| 1988.          |                                |                 | Хелен                  |                 |
| 1989.          |                                |                 | Катрина Стентон        |                 |
| 1989.          | Мртва тишина                   |                 | Реј Инграм             |                 |
| 1990.          | Дани грома                     |                 | Др Клер Левицки        |                 |
| 1991.          |                                | Flirting-       | Никола                 |                 |
| 1991.          | Били Батгејт                   |                 | Дру Престон            |                 |
| 1992.          | Тамо далеко                    |                 | Шанон Кристи           |                 |
| 1993.          |                                |                 | Трејси Кенсингер       |                 |
| 1993.          |                                |                 | Џејл Џоунс             |                 |
| 1995.          |                                |                 | Сузан Стоун Марето     |                 |
| 1995.          | Бетмен заувек                  |                 | Др Чејс Меридијан      |                 |
| 1996.          |                                |                 | Презентер Оскара       |                 |
| 1996.          |                                |                 | Изабел Арчер           |                 |
| 1997.          | Миротворац                     |                 | Др Џулија Кели         |                 |
| 1998.          | Љубавне чаролије               |                 | Џилијан Овенс          |                 |
| 1999.          | Широм затворених очију         |                 | Алис Харфорд           |                 |
| 2001.          | Мулен руж!                     |                 | Сатин                  |                 |
| 2001.          | Духови у нама                  |                 | Грејс Стјуарт          |                 |
| 2001.          | Љубав пре свега                |                 | Софија/Надија          |                 |
| 2002.          | Сати                           |                 | Вирџинија Вулф         |                 |
| 2003.          | Догвил                         |                 | Грејс Маргарет Малиган |                 |
| 2003.          |                                |                 | Фаунија Фарлеј         |                 |
| 2003.          | Хладна планина                 |                 | Ејда Монро             |                 |
| 2004.          | Жене из Степфорда              |                 | Џоана Еберхарт         |                 |
| 2004.          |                                |                 | Ана                    |                 |
| 2005.          | Преводилац                     |                 | Силвија Брум           |                 |
| 2005.          | Ожених се вештицом             |                 | Изабел Бигелоу/Саманта |                 |
| 2006.          |                                |                 | Норма Џин              | Анимирани филм  |
| 2006.          |                                |                 | Дијен Арбус            |                 |
| 2007.          |                                |                 | Марго                  |                 |
| 2007.          | Златни компас                  |                 | Мариса Колтер          |                 |
| 2007.          | Инвазија                       |                 | Керол                  |                 |
| 2008.          | Аустралија                     |                 | Леди Сара Ешли         |                 |
| 2009.          | Девет                          |                 | Клаудија               |                 |
| 2010.          | Пут у непознато                |                 | Бека                   | Продуцент филма |
| 2011.          | Моја назови жена               |                 | Девлин Адамс           |                 |
| 2011.          | Монте Карло                    |                 |                        | Продуцент филма |
| 2011.          | Преступ                        | Trespass        | Сара                   |                 |
| 2012.          | Хемингвеј и Гелхорн            |                 | Марта Гелхорн          |                 |
| 2012.          | Пискарало                      |                 | Шарлота Блес           |                 |
| 2013.          | Стокер                         |                 |                        | Ивлин Стокер    |
| 2013.          | Грејс од Монака                |                 | Грејс Кели             |                 |
| 2013.          | Трагови прошлости              | The Railway Man | Пети Ломакс            |                 |
| 2014.          | Пре него што заспим            |                 | Кристин Лукас          |                 |
| 2014.          | Меда Педингтон                 |                 | Милисент Клајд         |                 |
| 2015.          | Земља странаца                 |                 | Кетрин Паркер          |                 |
| 2015.          | Краљица пустиње                |                 | Гертруда Бел           |                 |
| 2015.          |                                |                 | Ени Фенг               |                 |
| 2015.          | Тајна у њиховим очима          |                 | Клер Слоун             |                 |
| 2016.          | Геније                         |                 | Алин Бернстајн         |                 |
| 2016.          | Лав                            |                 | Су Брирли              |                 |
| 2018.          | Аквамен                        |                 | Атлана                 |                 |
| 2019.          | Оне су бомбе                   |                 | Гречен Карлсон         |                 |
| 2021.          | Рикардови                      |                 | Лусил Бол              |                 |
| 2022.          | Северњак                       |                 | краљица Гудрун         |                 |
| 2023.          | Аквамен и изгубљено краљевство |                 | Атлана                 |                 |
| 2024.          | Породична ствар                |                 | Брук Харвуд            |                 |
| 2024.          | Пожуда                         |                 | Роми Матис             |                 |
| 2025.          | Холанд                         |                 | Ненси Вандергрут       |                 |

### Телевизија
| Улоге на телевизији |                          |               |                  |                                      |
| Година              | Српски назив             | Изворни назив | Улога            | Напомена                             |
| 1983.               | Дубоко под кожом         |               | Шина Хендерсон   | телевизијски филм                    |
| 1983.               |                          |               | Петра            | 5 епизода                            |
| 1984.               |                          |               | Бриџет Елиот     | телевизијски филм                    |
| 1985.               |                          |               | Ени              | 12 епизоде                           |
| 1985.               |                          |               | Кетрин           | телевизијски филм                    |
| 1985.               |                          |               | Карол Триг       | епизода „Соба за премештај”          |
| 1987.               |                          |               | Џил              | телевизијски филм                    |
| 1987.               |                          |               | Меган Годард     | 5 епизода                            |
| 1987.               |                          |               | Ејми Габријел    | телевизијски филм                    |
| 1989.               |                          |               | Катрин Стантон   | 3 епизоде                            |
| 1993.               | Уживо суботом увече      |               | себе (водитељка) | епизода „Никол Кидман / ”            |
| 2011.               | Улица Сезам              |               | себе             | епизода „Супер Марија”               |
| 2012.               | Хемингвеј и Гелхорн      |               | Марта Гелхорн    | телевизијски филм                    |
| 2014.               | Здраво, даме: Филм       |               | себе             | телевизијски филм                    |
| 2017, 2019.         | Невине лажи              |               | Селест Рајт      | 14 епизода; такође извршни продуцент |
| 2017.               | Врх језера               |               | Џулија Едвардс   | 6 епизода                            |
| 2020.               | Слом                     |               | Грејс Фрејзер    | 6 епизода; такође извршни продуцент  |
| 2021.               | Девет потпуних незнанаца |               | Маша             | 8 епизода; такође извршни продуцент  |